# 俄罗斯联邦航空运输署
联邦航空运输署（俄语：  Федеральное агентство воздушного транспорта），音译罗萨维亚（俄语：  Росавиация)，又称俄罗斯联邦民航局（RFCAA），是负责监督俄罗斯民用航空业的俄羅斯聯邦政府机构。它的总部位於莫斯科。 俄罗斯联邦航空署定期与國際航空委員會一起调查航空事故和空難。
联邦航空运输署由俄罗斯总统弗拉基米尔·普京于2004年下令成立。该机构承担了已废除的俄罗斯联邦交通部的许多职能。